# Pilophorus balli
Pilophorus balli är en insektsart som beskrevs av Knight 1968. Pilophorus balli ingår i släktet Pilophorus och familjen ängsskinnbaggar. Inga underarter finns listade i Catalogue of Life.